# 検事・沢木正夫
『検事・沢木正夫』（けんじ・さわきまさお）は、小杉健治による日本の推理小説のシリーズ。双葉社から刊行されており、2007年に刊行された第4作『宿命』が最終話とされていたが、2016年に9年ぶりとなる新作『自首』が刊行された。2004年と2006年に榎木孝明主演でTBSで、2013年から寺脇康文主演でテレビ東京でテレビドラマ化されている。

## シリーズ一覧
1. 公訴取消し（2004年5月 双葉社 ISBN 4-575-23493-1 / 2006年12月 双葉文庫 ISBN 4-575-51113-7）
2. 第三の容疑者（2005年5月 双葉社 ISBN 4-575-23524-5 / 2010年7月 双葉文庫 ISBN 978-4-575-51366-0）
  - 初出：『小説推理』2004年11月号 - 2005年4月号連載
3. 共犯者（2006年5月 双葉社 ISBN 4-575-23551-2 / 2012年8月 双葉文庫 ISBN 978-4-575-51516-9）
4. 宿命（2007年7月 双葉社 ISBN 978-4-575-23583-8 / 2012年12月 双葉文庫 ISBN 978-4-575-51544-2）
  - 初出：『小説推理』2007年1月号 - 2007年5月号連載
5. 自首（2016年5月 双葉社 ISBN 978-4-575-23961-4[2]）
  - 初出：『小説推理』2015年8月号 - 12月号連載

## 登場人物
沢木 正夫（さわき まさお）
東京地方検察庁検察官。示現流の達人。

## テレビドラマ

### 榎木孝明版
第1作「殺意の分岐点」が「月曜ミステリー劇場」で、第2作「公訴取消し」が「月曜ゴールデン」にて放送された。

#### キャスト（榎木孝明版）
- 沢木正夫（東京地検検事） - 榎木孝明
- 国松日出男（検察事務官） - 笹野高史

##### ゲスト（榎木孝明版）
| 第1作「殺意の分岐点」 - 財部優子 - 坂上香織 - 安武遼一（陽介の友人） - 羽場裕一 - 飛河陽介（飛河興産東京支社 社長） - 尾美としのり - 安武美里 - 高松あい - 宏岡千夏 - 斎木享子 - 吉住緑郎 - 黒部進 - 早勢奈津子 - 日向明子 - 朝倉定晴 - 城後光義 - 朝倉喜子 - 小川よりこ - 飛河淳之介（陽介の父・飛河興産本社 社長） - 睦五朗 - 浜崎民江 - 岩本多代 - 財部荘八 - 井川比佐志 - 渡会（中野東警察署 警部補） - 頭師孝雄 - 岩渕（中野東警察署 刑事） - 天田益男 - 門馬勲夫 - 小倉功 | 第2作「公訴取消し」 - 刈谷努 - 山崎裕太 - 岩田清彦 - 柄沢次郎 - 岩田香澄 - 麻乃佳世 - 久能十一郎（久能興産 社長） - 伊達弘 - 久能孝之 - 黒沼弘己 - 高槻（杉並中央警察署 警部） - 春田純一 - 森島潤三 - 出光元 - 藤井正義（次席検事） - 西田健 - 朝川恭次郎（弁護士） - 平田満 - 森島美紀（森島の娘） - 市川亜沙美 - 柳田節雄 - 加藤純平 - 土岐万治 - DAN・KOJI - 大倉寿光（大倉総合病院 院長） - 睦五朗 - 森島八重子（森島の妻） - 林美智子 - 久能の妻 - 吉利治美 - 宍倉（杉並中央警察署 刑事） - 小林健 - 菊地巡査 - 小倉功 - 室生管理官 - 藤田宗久 - 久瑠美 - 剣幸 - 事務員 - 大橋聖子 - 水田加奈子 - 土屋貴子 |

#### スタッフ（榎木孝明版）
- 原作 - 小杉健治
- 脚本 - 中岡京平
- 監督 - 杉村六郎
- 選曲 - 合田豊
- 技斗 - 深作覚
- 技術協力 - ケイ・デジタル・ネットワーク
- 美術協力 - アイ・アール
- 編集・MA - 3one
- プロデューサー - 鶴間和夫、川渕豊喜
- 製作 - C.A.L、TBS

#### 放送日程（榎木孝明版）
| # | タイトル | 放送日        | 脚本     | 演出     |
| - | --- | ------------- | -------- | -------- |
| 1 | 検事 沢木正夫〜殺意の分岐点〜 出所した妹殺しの兄…俺はやってない! 冤罪が生んだもう一つの惨劇! 全ての謎は刑務所の面会室に隠されていた! | 2004年6月7日  | 中岡京平 | 杉村六郎 |
| 2 | 検事 沢木正夫2 公訴取消し〜 青年は本当に人の命を奪ったのか!? 検事と被害者の運命が雨の記憶で交錯する時白い巨悪が裁かれる!             | 2006年6月26日 | 中岡京平 | 杉村六郎 |

### 寺脇康文版

#### キャスト（寺脇康文版）
- 沢木正夫（東京地検検事） - 寺脇康文（中学生時代：細田佳央太〈第3作〉）
- 国松敏夫（検察事務官） - 嶋田久作

##### ゲスト（寺脇康文版）
| 第1作「第三の容疑者」 - 手嶋洋介（東京地検検事） - 渡辺いっけい - 堂本圭次郎（スナック経営者、老夫婦殺人事件容疑者） - 菅田俊 - 堂本和木子（圭次郎の妻） - 中島ひろ子 - 松永大地（スナックの常連客） - 山中崇 - 高木邦夫（スナックの常連客） - 東根作寿英 - 神島啓二（糸崎殺人事件の担当刑事） - 木下ほうか - 糸崎信也（殺人事件被害者） - 大鷹明良 - 栗林淳一（糸崎の部下、糸崎殺人事件容疑者） - 迫田孝也 - 水野祥平 - 青山勝 - 高原亮 - 犬飼若博 - 国城晶子 - 小林麻子 - 世羅武夫 - 吉満涼太 - 小高仁司 - 赤川蓮 - 財部優子（勲の娘） - 遊井亮子 - 財部勲（沢木の元上司） - 西田健 - 新田久雄（弁護士） - 西郷輝彦 - 植草朋樹 | 第2作「公訴取消し」 - 刈谷務（殺人事件被疑者） - 山田裕貴 - 久能孝之（被害者の娘婿） - 長谷川朝晴 - 柳田節雄（一部上場企業の営業課長） - 眞島秀和 - 土岐万治（医療ジャーナリスト） - 小宮孝泰 - 安本聡司（週刊誌記者） - 山中聡 - 森島美紀（森島の娘） - 金井美樹 - 室生管理官（東京地検検事） - 加藤久雅 - 外科医 - 千葉哲也 - 森島善三（入院中の刈谷の恩人） - 森羅万象 - 蒲田 - 兒玉宣勝 - 高槻昭三（警視庁捜査一課警部） - 今井雅之 - 水田加奈子 - つみきみほ - 藤井彰紀（東京地検刑事部長） - 大和田伸也 - 朝川恭二郎（刈谷の国選弁護人） - 宅麻伸 |

| 第3作「共犯者」 - 藤木玲奈（カルチャーセンター講師） - 高橋かおり - 辻川義和（カルチャーセンター学長・被害者） - 大和田獏 - 瀬崎勝（カルチャーセンター講師） - 中村橋之助 - 25年前の瀬崎 - 中村国生（中学生時代：遠藤健慎） - 辻川嘉穂（辻川の妻） - 国生さゆり（25年前：島ゆいか） - 梨本克昭 - 大友康平 - 片桐芳彦 - 二階堂智 - 丘野（喫茶店店主） - ビートきよし - 篠田洋介 - 遠藤要 - 市村みどり - 水木薫 - 斎藤 - カムイ - 棚橋剛 - 錦はやと - 中沢孝二 - 日向野祥 - 高橋サチコ - 山田海遊 - 大嶽 - 菊池銀河 - 島津 - 菊池宇晃 - 伊藤しほ乃、藤田美歌子、ちかみ麗、大月秀幸、小野哲平 ほか | 第4作「自首」 - 広川美津子（のぞみの友人） - 須藤理彩 - 南浩一郎（亜矢の夫、実業家） - 西村和彦 - 徳大寺逸郎（徳大寺法律事務所代表） - 相島一之 - 平間宣彦（佐倉とつるんでいた男） - 井坂俊哉 - 岡林のぞみ（15年前に殺害された女子大生） - 久保陽香 - 草薙（スナック「ポパイ」オーナー） - ビートきよし - 久川啓吾 - 大河内浩 - 木本兼子（徳大寺法律事務所事務員） - 大島蓉子 - 筒井警部補（西上野署強行犯捜査係刑事） - 阪田マサノブ - 岡林孝夫（のぞみの父親） - 山本學 - 岡林文子（のぞみの母親） - 岩本多代 - 馬場美智代（スナック「オリーブ」ママ） - 長野里美 - 室田警部（警視庁捜査一課強行犯捜査係刑事） - 工藤俊作 - 佐倉伸介（出所したばかりの男） - 清水伸 - 津村圭次郎（元警視庁捜査一課刑事） - 津嘉山正種 - 南亜矢（のぞみの友人） - 高岡早紀 - 梶川太郎（自首した男、無職） - 宅間孝行 |  |

#### スタッフ（寺脇康文版）
- 脚本 - 林誠人 (1-3)、川嶋澄乃 (4)
- 監督 - 渡邊孝好 (1-4)
- 撮影 - 安田圭（j.s.c.）
- 照明 - 田中岳、疋田淳
- VE - 舘野晃一、塩津亮児
- 音声 - 関川力央
- 編集 - 岡田久美（2）、山田典久(3, 4)
- ピアノ指導 - 宮津まり子〈第3作〉
- 方言指導 - 三角えり奈〈第3作〉
- 造園指導 - 別紙慶一〈第3作〉
- 技斗 - 山田一善（2）
- 技術協力 - フォーチュン、アップサイド（3）
- 美術協力 - 山崎美術（2）、BEENS（3）
- スタジオ - 角川大映スタジオ（2）、緑山スタジオ・シティ（3）
- 企画協力 - ブラス
- チーフプロデューサー - 橋本かおり（テレビ東京）
- プロデューサー - 中川順平（テレビ東京）、池端俊二、加藤賢治（1.2）、黒沢淳(3)、東田陽介(3)
- 製作 - テレビ東京、BSジャパン、リクリ（1.2）、テレパック(3)

#### 放送日程（寺脇康文版）
| # | タイトル | 放送日         | 原作             | 脚本     | 演出     |
| - | --- | -------------- | ---------------- | -------- | -------- |
| 1 | 検事・沢木正夫 第三の容疑者 完黙する3人目の男と死者が残した謎の言葉！ 2つの事件が交差する逆転法廷                   | 2013年09月25日 | 『第三の容疑者』 | 林誠人   | 渡邊孝好 |
| 2 | 検事・沢木正夫2 公訴取消し 早すぎた逮捕 二転三転する容疑者の証言… 有罪を阻む3人の目撃者！追い詰められた検察の決断！ | 2014年12月24日 | 『公訴取消し』   | 林誠人   | 渡邊孝好 |
| 3 | 検事・沢木正夫3 共犯者 見えない動機！消えた共犯者！ 検事・沢木正夫が秘められた真相に挑む！                          | 2015年08月19日 | 『共犯者』       | 林誠人   | 渡邊孝好 |
| 4 | 検事・沢木正夫4 自首                                                                                                | 2016年09月14日 | 『自首』         | 川嶋澄乃 | 渡邊孝好 |